# Alex Merck

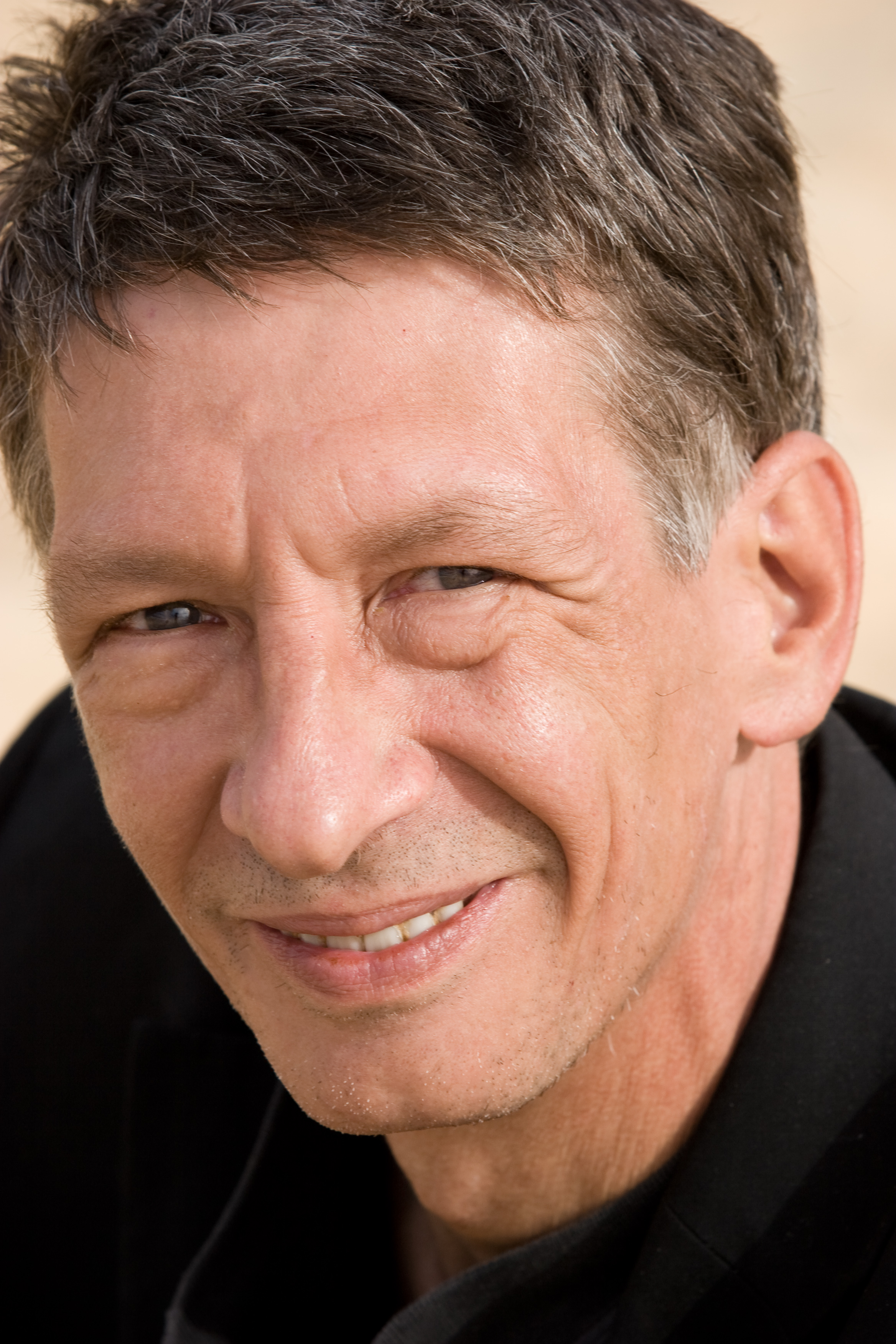
Alex Merck

Alex Merck (* 8. Juli 1956; † 2. September 2012) war ein deutscher Fusiongitarrist, Musikproduzent und Autor.

## Leben und Wirken
Merck arbeitete zunächst im Bankgewerbe und begann 1978 in Mainz ein Studium der Betriebswirtschaftslehre, bevor er am Berklee College of Music von 1980 bis 1984 Filmmusik studierte. In den nächsten Jahren war er nicht nur als Musiker aktiv, sondern machte sich auch als medienwirtschaftlicher Fachjournalist einen Namen, bevor er 1992 die Plattenfirma Alex Merck Music gründete. Zu Alex Merck Music gehörten drei Labels, die für verschiedene Stile standen: das Jazzfusion-Label "Lipstick", das eher dem Jazz im klassischen Sinn verbundene Label "Jazzline", sowie das Pop-orientierte Label "Barracuda". Auf "Lipstick" gab es einige Veröffentlichungen, die sehr erfolgreich waren: das Album „Push“ (1993) von Saxophonist Bill Evans oder auch „Symbiosis“ des Schlagzeugers Simon Phillips. 2002 musste er Alex Merck Music aufgeben. Er war weiterhin mit der Entwicklung von Business-Plänen im Entertainment- und Verlagsbereich betraut und arbeitete auch als Veranstalter.
Merck starb an den Folgen eines Herzinfarktes.

## Diskographische Hinweise
- Alex Merck & Painted Birds with Raul de Souza Minds and Bodies (1986)
- Alex Merck Group Dog Days (1988)
- Just a Dream: A Collection for Easy Listening (1992)

## Schriften
- Peter Gorges/Alex Merck Keyboards, MIDI, Homerecording. Alles über Equipment und Anwendungen 1989
- Alex Merck Arrangieren mit dem Computer 1992
- Andreas Lonardoni, Alex Merck Drumcomputer 1992